# 欣戈利縣

欣戈利县在马哈拉施特拉邦内的位置

欣戈利縣（Hingoli district）是印度的一個縣，位於該國西部，由馬哈拉施特拉邦負責管轄，面積4,526平方公里，識字率為76.04%，2001年人口987,160，人口密度每平方公里218人。首府位于欣戈利。

## 外部連結
- Hingoli district website

19°43′00″N 77°09′00″E / 19.7167°N 77.15°E